# چایلد هسام

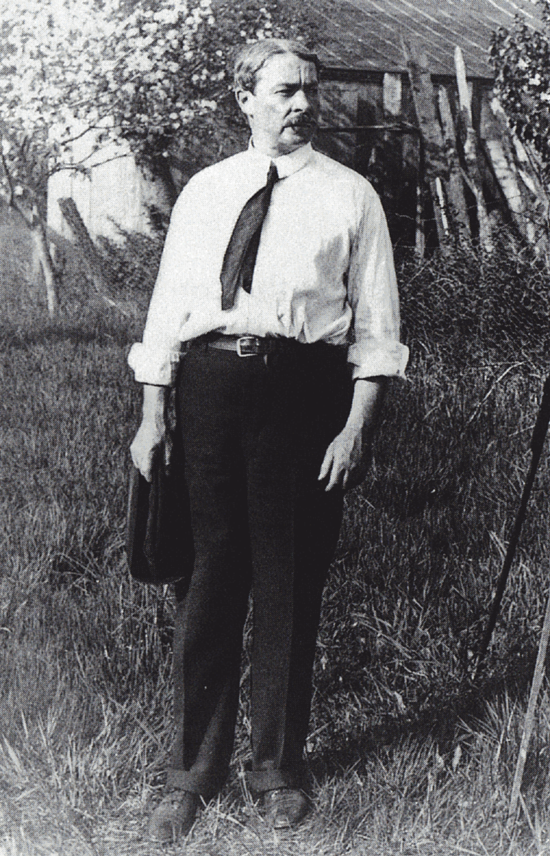
چایلد هاسم در ۱۹۰۳ میلادی

فردریک چایلد هسام (به انگلیسی: Frederick Childe Hassam) (زادهٔ ۱۷ اکتبر ۱۸۵۹- مرگ ۲۷ اوت ۱۹۳۵) نقاش دریافتگرای آمریکایی بود. شهرت او بیشتر به دلیل نقاشی از منظره‌های درون‌شهری و ساحلی است. از او بیش از سه هزار اثر نقاشی، آبرنگ، قلم‌زنی شده و لیتوگراف برجای مانده‌است. او از نقاشان اثرگذار آمریکایی در آغاز سدهٔ بیستم بود.

## نگارخانه

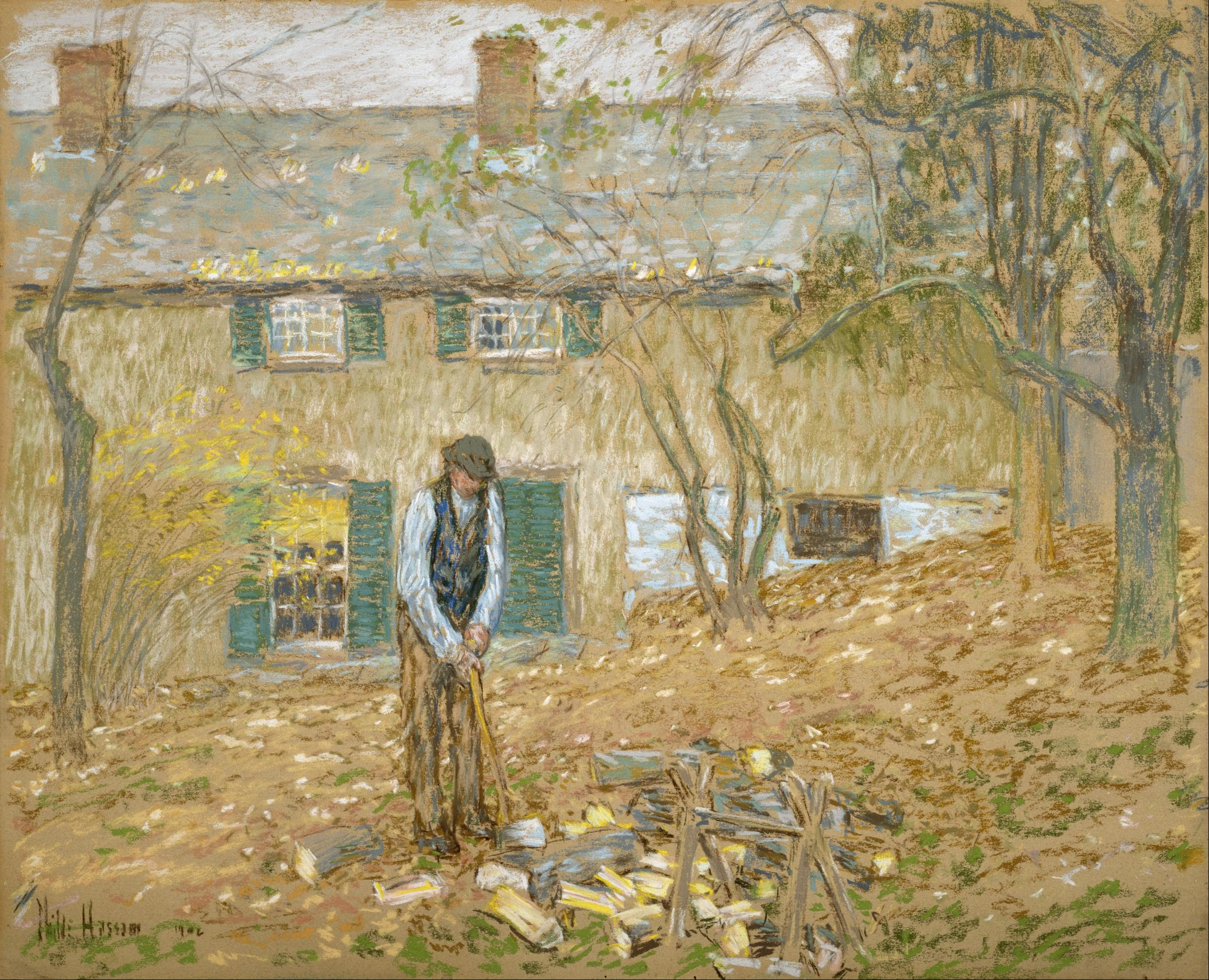
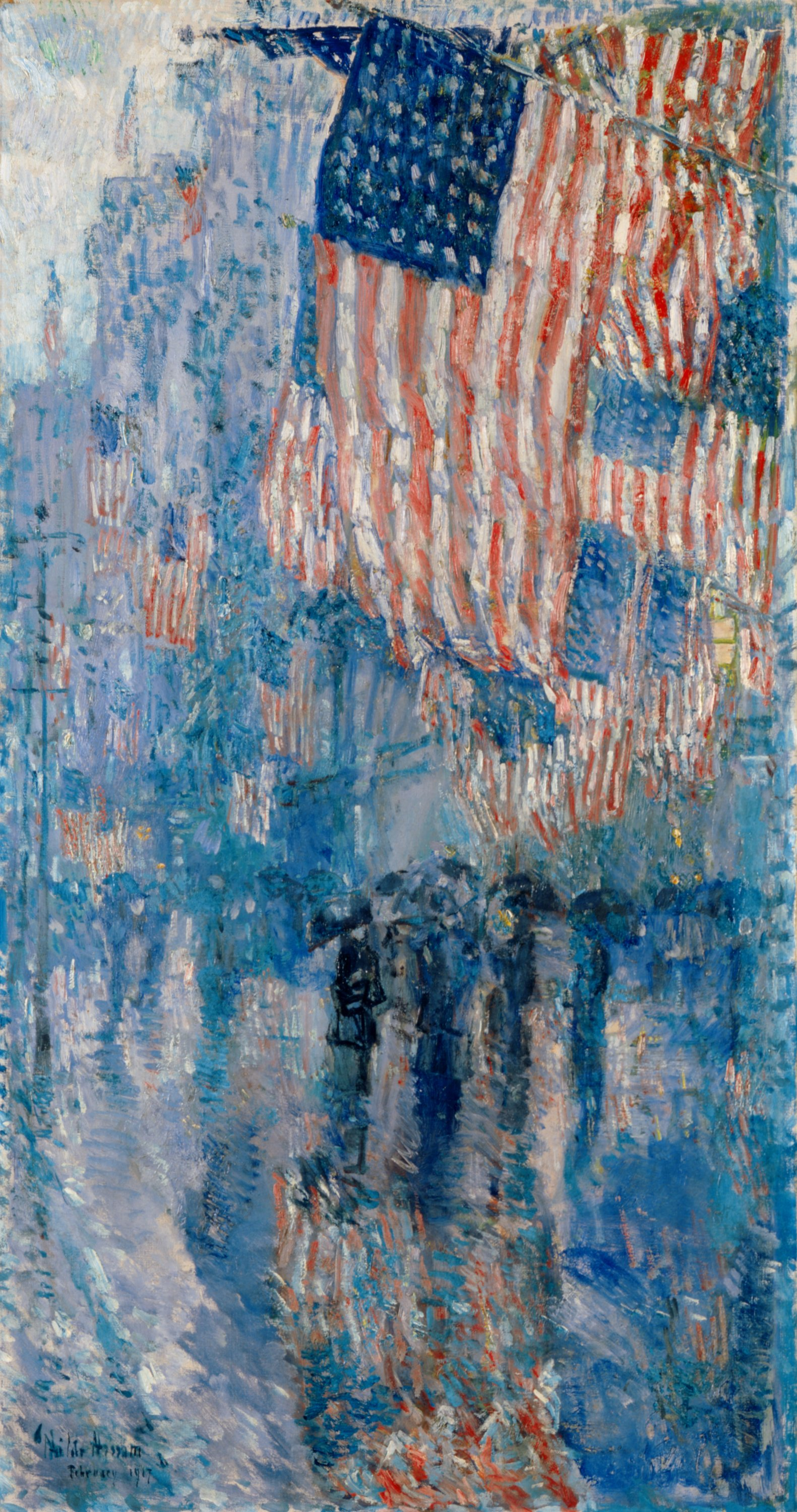
خیابان در باران
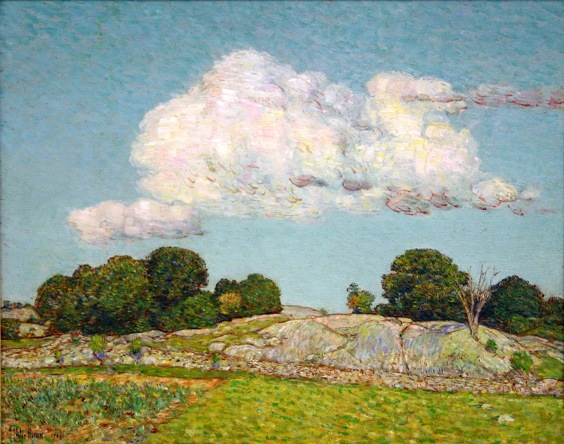
ابر اژدهایی، اولد لایم، نقاشی رنگ روغن بر روی پرده، ۱۹۰۳ میلادی
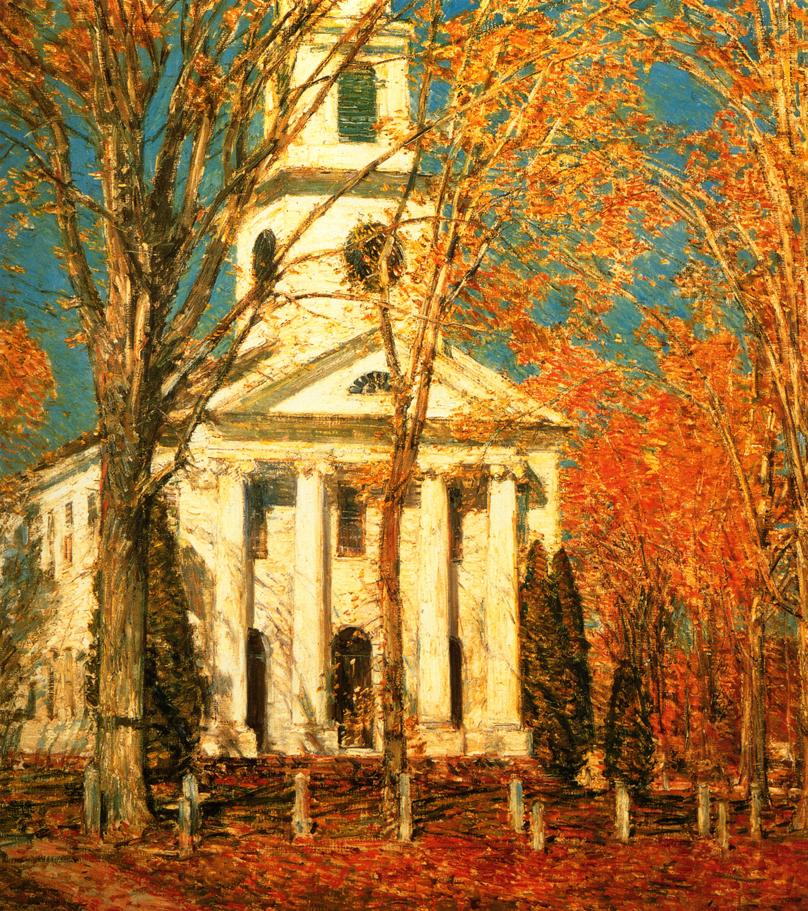
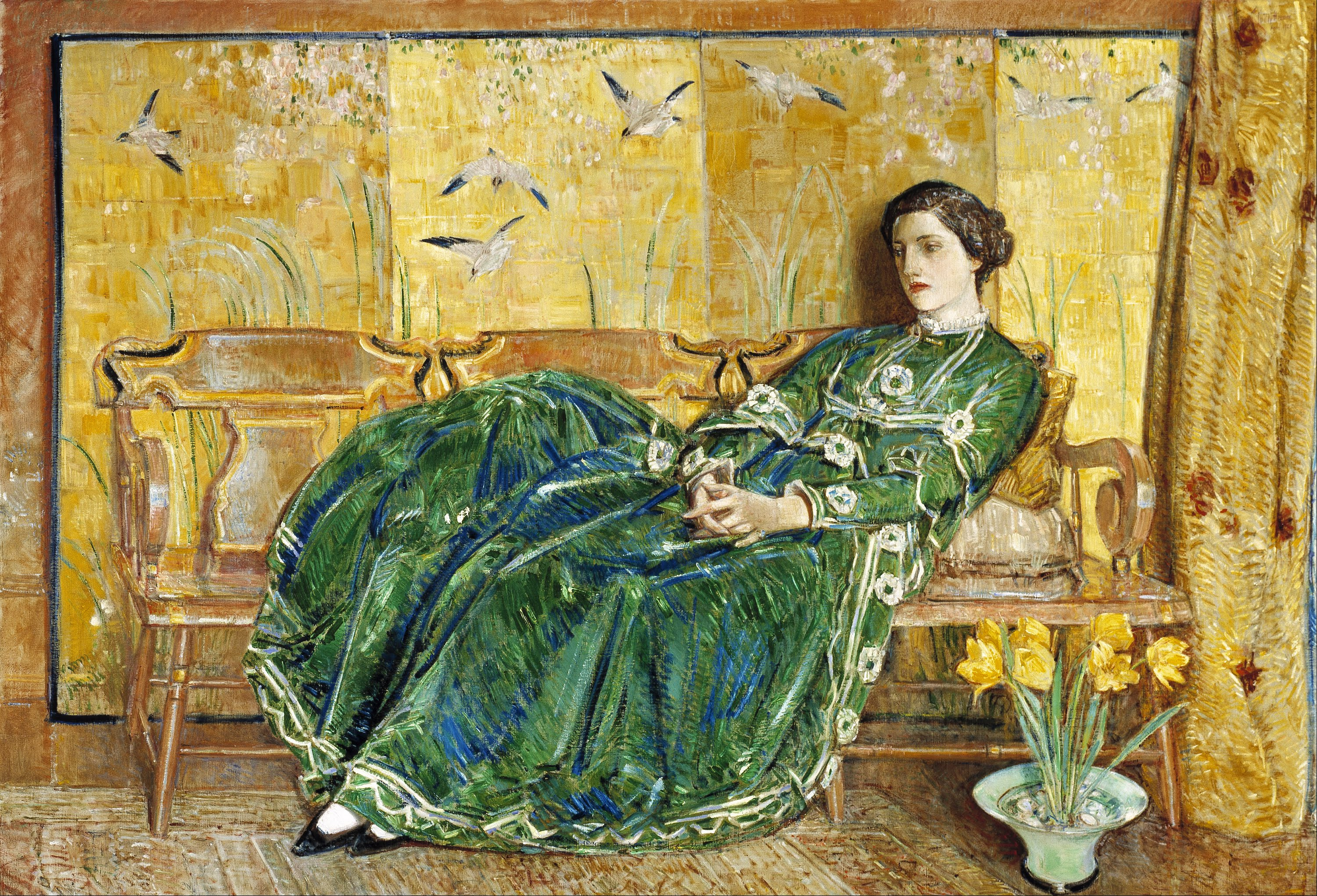
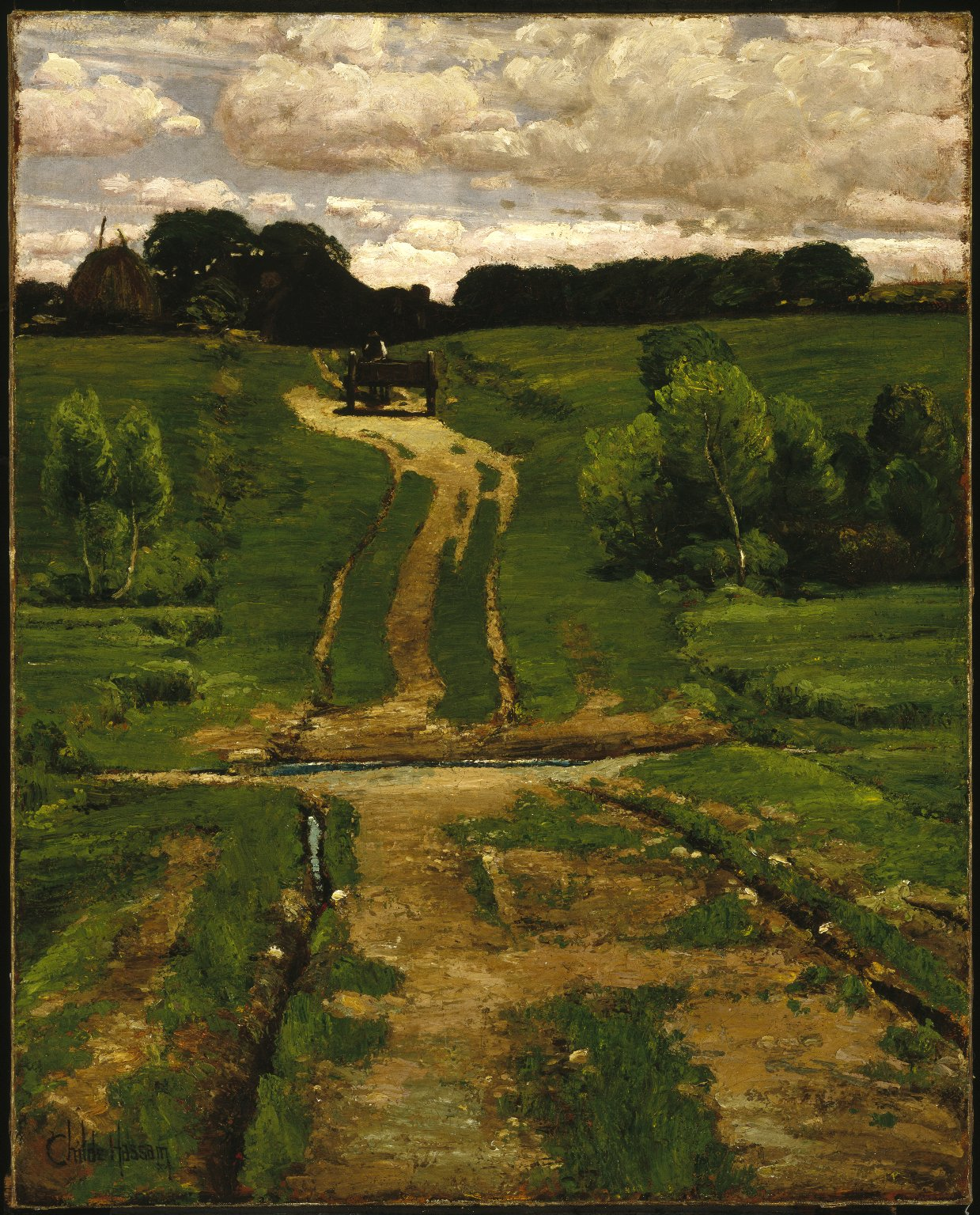
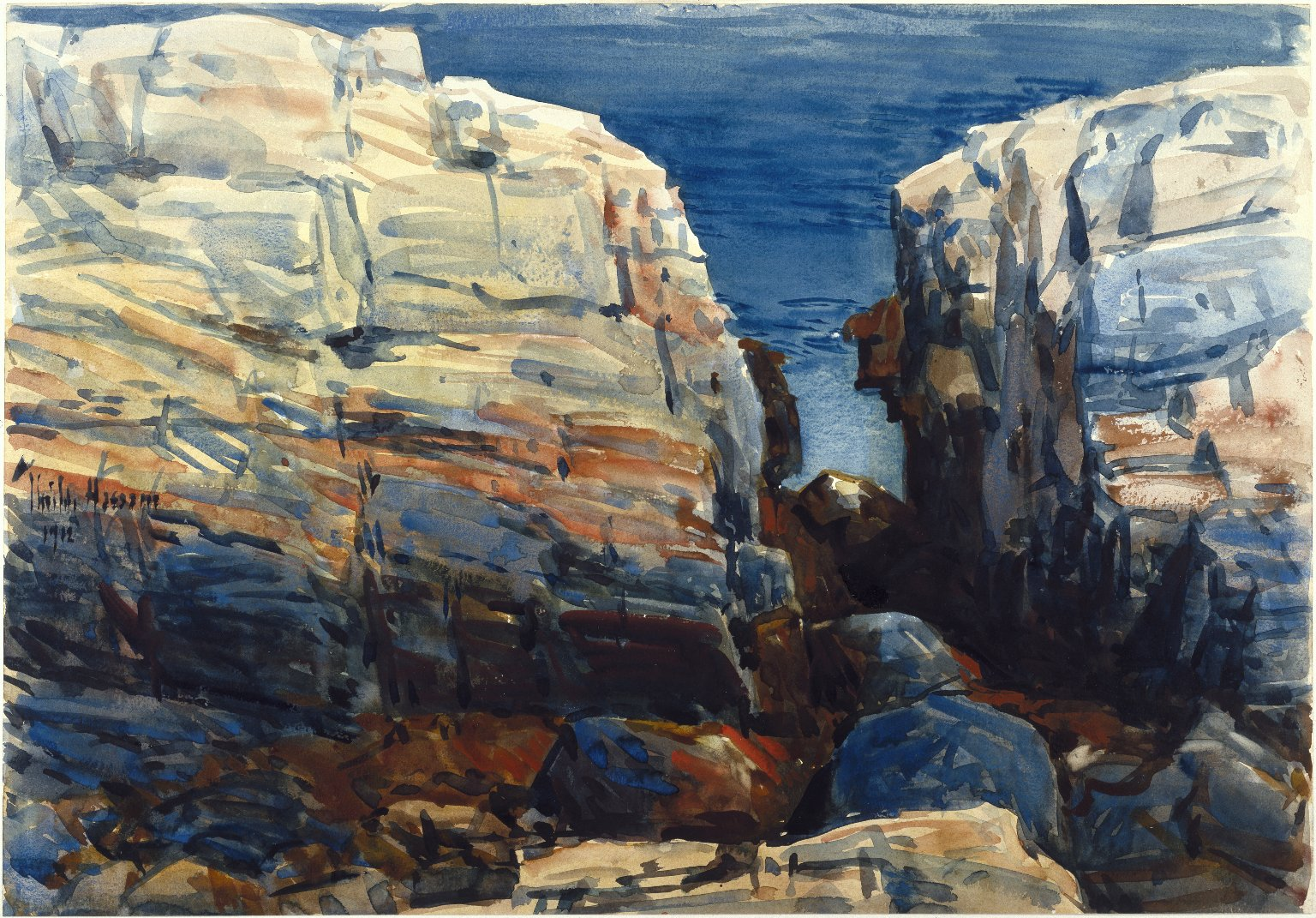
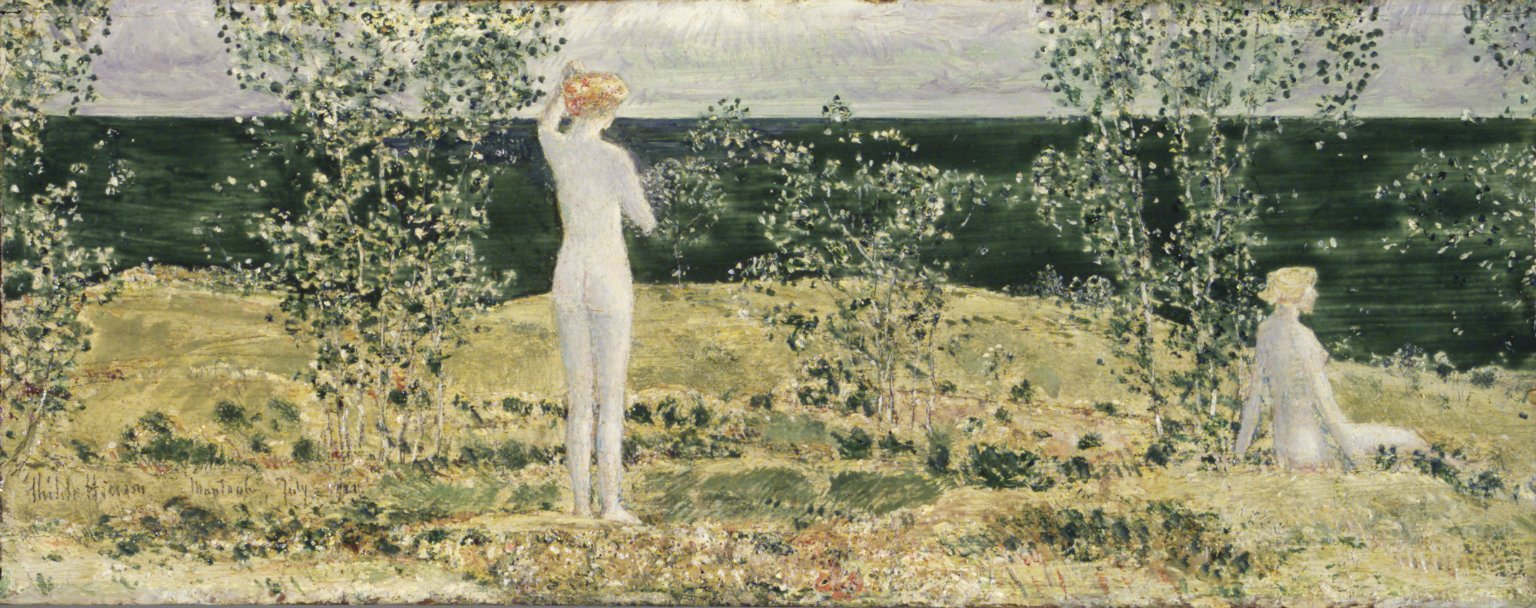
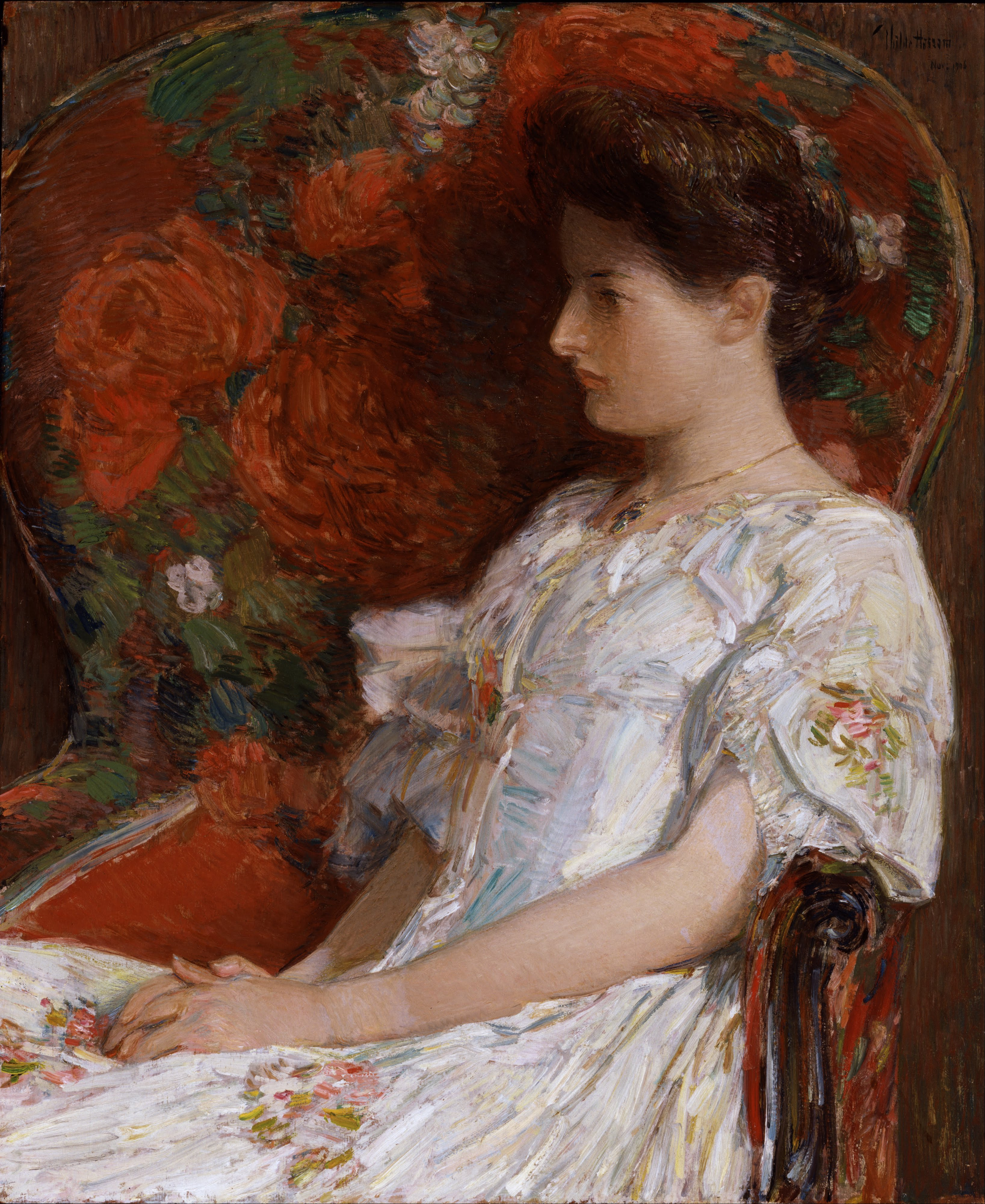
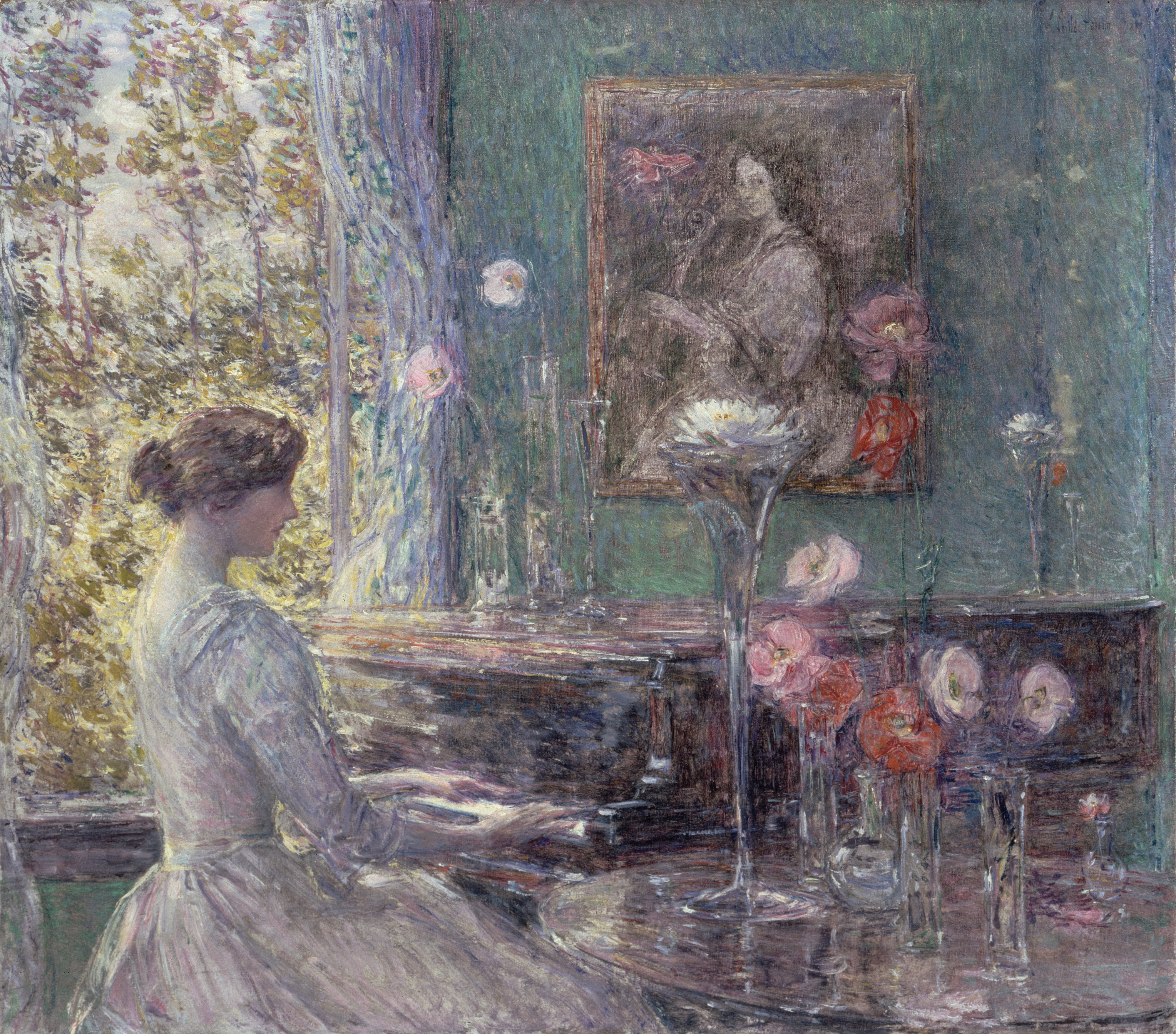
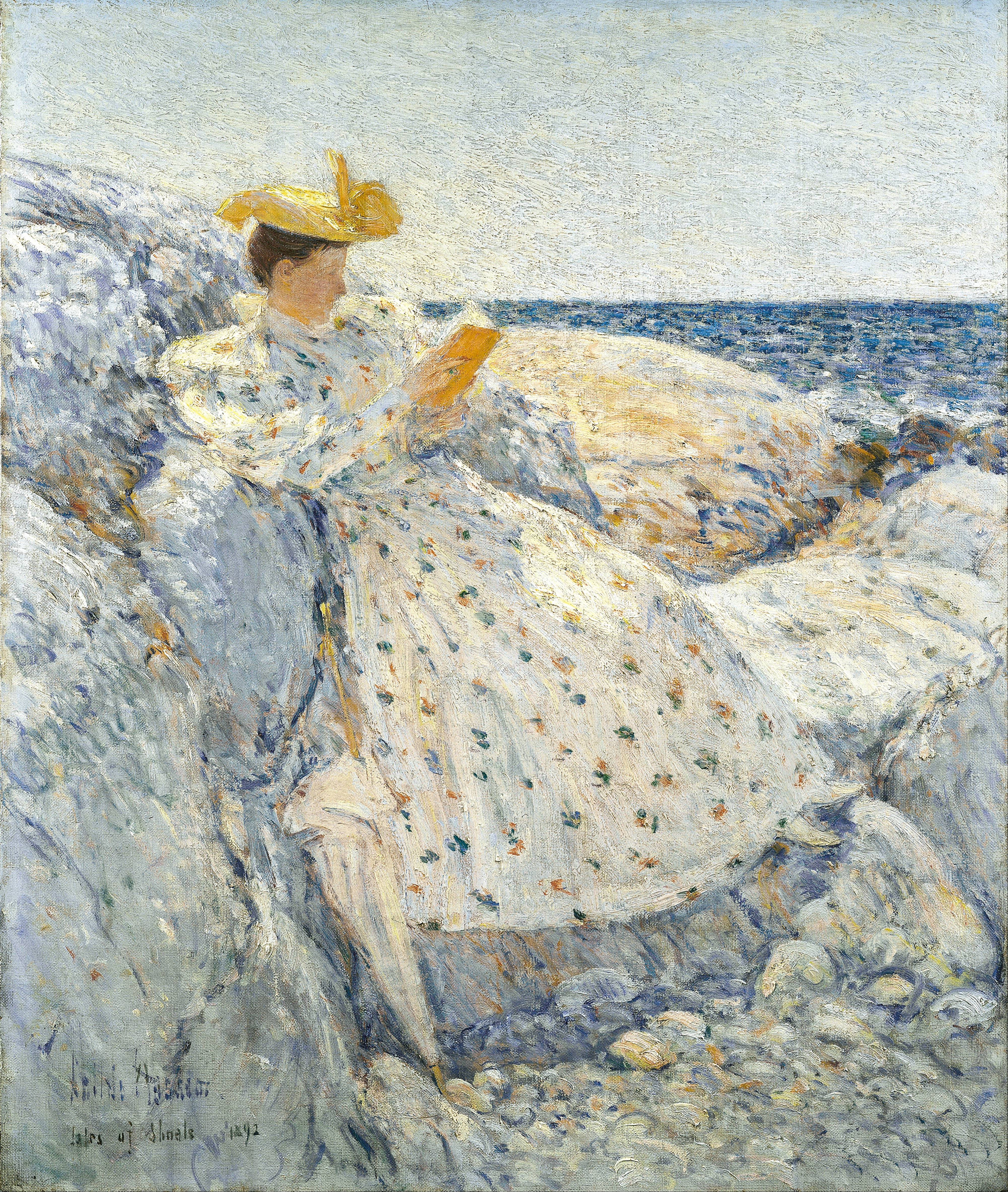